# نصیبین
نصیبین (Nusaybin) شهری قدیمی و مرزی در جنوب ترکیه است. این شهر در استان ماردین ترکیه واقع شده و ۸۴ هزار نفر جمعیت دارد. این شهر مکان روی دادن نبرد نصیبین بوده است.
شهر قامشلی که در آن طرف خط مرزی و در سوریه واقع شده در اصل ادامه شهر نصیبین است و این دو، در اصل یک شهر (میراث‌دار شهر باستانی نصیبین) هستند که مرز از میانشان گذشته است. امروزه جمعیت قامشلی بیشتر از نصیبین شده است.

## سالشمار
- ۲۱۷ در تابستان سال ۲۱۷ میلادی جنگ سنگینی میان اردوان پنجم، واپسین شاه اشکانی و ماکرینوس سردار رومی آغاز شد که نتیجه اش شکست سنگین رومیان و پرداخت غرامتی برابر ۲۰۰ میلیون سیسرون یا ۵۰ میلیون دینار بود.
- ۲۳۰ لشکر ساسانی به نواحی تحت حکمرانی امپراتوری روم در جزیره میانرودان یورش بردند و شهر نصیبین را محاصره کردند ولی نتوانستند این شهر را تسخیر کنند.[۳]
- حدود ۲۳۷ تا ۲۳۸ اردشیر بابکان پادشاه ساسانی حملات جدیدتری علیه پادشاهی روم آغاز کرد و شهرهای نصیبین و حران را فتح نمود.[۳]

## پیشینه
پیشینه این شهر به سه هزار سال پیش بازمی‌گردد و در سال ۹۰۱ پیش از میلاد از آن به عنوان یک سکونتگاه آرامی یاد شده است. نصیبین در سده‌های چهارم و پنجم میلادی، به همراه ادسا، یکی از مراکز اصلی آموزش و پرورش سریانی‌ها بود.
این شهر در زمان ساسانیان از دژهای مهم ایران به‌شمار می‌رفت و ۱۲ هزار ایرانی (به گفته طبری، ایرانیانی نژاده و اهل خاندان)، از شهرهای اصطخر و اصفهان و دیگر نقاط ایران در شهر نصیبین سکونت یافته بودند و نوادگان آنان تا سده هفتم میلادی هنوز در همان‌جا بودند. همچنین در زمان صدر اسلام مالک اشتر نخعی از سوی علی بن ابی طالب، استاندار و کارگزار جزیره و نصیبین بوده است.
نصیبین همان شهر نیسیبیس رومی‌ها است و مطابق روایات یاقوت گل‌های سفید و چهل هزار باغ آن مشهور بود و جغرافی‌نویسان یونانی آن را سوکورس یا مکدونیس می‌گفتند.
ابن حوقل که در سال ۳۵۸ در آن شهر بوده گوید مهم‌ترین و نیکوترین نقاط جزیره است و غله و حبوبات از گندم و جو بسیار دارد. آب ان از درهٔ کوه بالوسا می‌باشد و اگر وحشت عقرب‌های آنجا نبود نیکوترین بلاد بود. مقدسی گوید از موصل بزرگ‌تر است و نیز از گرمابه‌های خوب و کاخ‌های زیبا و بازارهایی که از یک دروازه تا دروازهٔ دیگر امتداد داشته تمجید نموده است. ابن جبیر که نصیبین را در سال ۵۸۰ هجری دیده باغ‌های آن را ستوده گوید: مسجد آن دو حوض دارد و روی رود هرماس پلی است که از سنگ‌های خارا بنا گردیده، بیمارستان و مدارس و ساختمان‌های خوب دیگر نیز دارد. ابن بطوطه که در قرن هشتم نصیبین را دیده گوید: قسمت عمدهٔ شهر خرابست.